# سالوم (فلم)
سالوم (بالإنجليزية: Saloum)، هُو فيلم إثارة سنغالي أخرجه المُخرج الكونغولي جون لوك إيربيلو وأنتجته باميلا ديوب.

## وصلات خارجية
- مقالات تستعمل روابط فنية بلا صلة مع ويكي بيانات